# Max Cooper
Pour les articles homonymes, voir Max Cooper (homonymie).
Max Dale Cooper (né le 31 août 1933 à Hazlehurst, Mississippi), membre de la Royal Society (élu le 5 mai 2017), est un immunologiste américain et professeur de Pathologie à l'Université Emory connue pour identifier les cellules T cells et B cells.